# Campionato argentino di pallavolo femminile
Il campionato argentino di pallavolo femminile è un insieme di tornei pallavolistici per squadre di club argentine, istituiti dalla Federazione pallavolistica dell'Argentina.

## Struttura
- Campionati nazionali professionistici:

Liga Femenina de Voleibol Argentino: a girone unico, partecipano sedici squadre.